# Олимпийский центр парусного спорта в Таллине
Олимпийский центр парусного спорта в Таллине, Эстония (эст. Tallinna Olümpiapurjespordikeskus) — комплекс сооружений в таллинском районе Пирита, куда на момент завершения строительства в июне 1980 года входили речная и морская гавани, яхт-клуб с эллингами и мастерскими, пресс-центр и олимпийская деревня. Место проведения соревнований по парусному спорту в рамках Олимпийских игр 1980 года. Единственный объект Олимпийских игр на территории Прибалтики.

## Строительство центра парусного спорта
Основными архитекторами-проектировщиками  центра парусного спорта были Хенно Сепманн, Пеэп Янес, Химм Лоовеэр, Антс Райд, Лео Леэсаар, Велло Аси, Юта Лембер, Ауло Падар, Вяйно Тамм, Мати Кривель.
Первый камень в строительство центра 6 мая 1976 года заложил президент Международной федерации парусного спорта Беппе Кроче). Перед началом строительства спортивного комплекса пришлось разрушить Экспериментальную верфь спортивного судостроения (она переехала на Пальяссааре) и здания яхтклуба ВМФ СССР. На территории будущего олимпийского объекта продолжил работу только основанный в 1948 году яхт-клуб «Калев», с 1994 года ставший оператором  выделенной для его нужд части яхтенного порта. Часть комплекса — гавань для яхт и пресс-центр — ввели в эксплуатацию к 17 июля 1979 года, то есть к началу парусных соревнований VII летней Спартакиады народов СССР. Отделённая молами морская гавань и речная гавань вместе вмещали до 750 судов.
Основной объём работ был возложен на трест «Таллинстрой». В строительных работах наряду с республиканскими районными строительными организациями принимали участие некоторые всесоюзные строительные организации. Тысячи таллинцев в свободное от работы время помогали на строительстве комплекса. Лучшие строители были награждены орденами и медалями. Ордена Ленина и почётного звания Героя Социалистического Труда был удостоен мастер-строитель Строительного управления №1 треста «Таллинстрой» Владимир Мынзу, бригадиру Велло Онна вручили орден Октябрьской революции.
В контексте эстонской архитектуры XX века Олимпийский центр парусного спорта представлял из себя необычный спортивный городок. Здание яхт-клуба являлось образцом позднего модернизма конца 1970-х годов. Архитектурное решение олимпийского комплекса основывалось на низкой застройке, в основном не превышающем трёх этажей. Своеобразный горизонтальный силуэт застройки хорошо сочетался с природой микрорайона Пирита.
Во внешней отделке комплекса доминировали светлые оштукатуренные поверхности, которые контрастировали с лёгкими поверхностями стекла и 
окрашенного стального листа. Интерьеры и мебель были решены просто и лаконично в ярких оптимистичных тонах.
Комплекс торжественно сдали в эксплуатацию 2 июня 1980 года. На открытии присутствовали председатель Оргкомитета «Олимпиада-80» Игнатий Новиков, первый секретарь ЦК КПЭ Карл Вайно и председатель Спорткомитета СССР Сергей Павлов.

## Описание центра парусного спорта
Центр парусного спорта к моменту проведения летних Олимпийских игр 1980 года занимал площадь 193 тысячи квадратных метров и включал 18 зданий: Олимпийскую деревню, спортивные залы, пищевой блок, пресс-центр, яхтклуб, эллинги, мастерские, различные инженерно-технические объекты. Олимпийская деревня представляла из себя восемь трёхэтажных гостиничных корпусов для размещения 632 человек. В гостинице находился ресторан на 400 мест и универсальный зал для встреч, банкетов, демонстрации фильмов на 200 мест. Спортивный комплекс, находившийся между гостиничными корпусами, включал в себя спортивный зал (размеры 22 на 39 м, высота 9 м), зал для тяжёлой атлетики (размеры 13 на 18 м), внутренний бассейн (длина 25 м, 6 дорожек), медицинский центр с лечебными кабинетами.
В пятиэтажном здании яхт-клуба находился центр управления олимпийской регатой. Здесь были помещения для жюри, судей, секретариата, почётных гостей и служб регаты. На третьем этаже яхт-клуба было 18 рабочих мест для радио- и телерепортёров и бар, на четвёртом этаже — помещения гидрометеорологической службы, радиотрансляционный центр и кают-компания, на пятом этаже — пункт диспетчерской службы гавани.
К яхт-клубу примыкала вмещающая 600 человек трибуна для почётных гостей с ложей. Перед зданием яхт-клуба раскинулась в виде «полуострова» церемониальная площадь, на которой находилась платформа с чашей Олимпийского огня. На противоположном берегу реки Пирита была установлена трибуна на 5000 зрителей.
В специальных залах на первом этаже пресс-центра были смонтированы две электронно-вычислительные машины М-7000, на которых базировалась АСУ «Парус». На втором этаже находились конференц-зал, телефонный и телетайпный центр, рабочие помещения журналистов и информационных агентств, бар, а также служебные кабинеты руководства пресс-центра. На третьем этаже были рабочие помещения для работников радио и телевидения. Условия для работы и отдыха были созданы более чем трёмстам журналистам.
В отдельном корпусе размещались главная электростанция, пункты газоснабжения и другие технические службы.
Всего в комплексе насчитывалось 2 тысячи больших и малых помещений общей площадью 90 тысяч квадратных метров.
В 1981 году создатели Центра парусного спорта получили Государственную премию СССР (награждены: Лоов Ээр Аво-Химм Оттович, Райд Антс Карл-Эдуардович, Сепманн Хенно Аугустович, Янес Пеэп Атсович — архитекторы; Кривов Александр Кондратьевич, Уустал Эйдо Георгиевич — инженеры-конструкторы; Квелл Рейн Вольдемарович, Саул Бруно Эдуардович, Таммар Энн Антсович — инженеры-строители).

## Олимпийский центр парусного спорта в независимой Эстонии
В 1997 году Олимпийский центр парусного спорта был внесён в Регистр памятников культуры Эстонии. В Эстонии он известен по аббревиатуре с эстонского языка как «Пирита ТОП» ("Pirita TOP").
Двадцать один год Олимпийский центр парусного спорта находился в собственности государства. С марта 2002 года он перешёл в частную собственность. В 2017 году владельцем 100 процентов акций АО «Таллинский Олимпийский центр парусного спорта» (AS Tallinna Olümpiapurjespordikeskus) являлось ООО «Регати Валдус» (Regati Valduse OÜ). Помещения спорткомплекса сдаются в аренду более чем ста фирмам (торговые, офисные, складские и пр.). Большую часть речной гавани занимает  порт некоммерческой организации «Яхтклуб Калев» (Kalevi jahtklubi). В корпусах бывшей олимпийской деревни разместился спа-отель «Pirita Spa Hotel», входящий в сеть отелей Tallink Hotels. На территории, примыкающей к бывшему олимпийскому центру, построено несколько многоквартирных зданий.